# Церменциці
Церменциці (пол. Ciermięcice) — село в Польщі, у гміні Ґлубчиці Ґлубчицького повіту Опольського воєводства.
Населення — 89 осіб (2011).

## Демографія
Демографічна структура станом на 31 березня 2011 року:
|          | Загалом | Допрацездатний вік | Працездатний вік | Постпрацездатний вік |
| -------- | ------- | ------------------ | ---------------- | -------------------- |
| Чоловіки | 40      | 5                  | 30               | 5                    |
| Жінки    | 49      | 8                  | 31               | 10                   |
| Разом    | 89      | 13                 | 61               | 15                   |